# سامسونج جالكسي أي 5 (2016)

سامسونج جالكسي أي5 (2016) (بالإنجليزية: Samsung Galaxy A5 (2016))‏ هو هاتف ذكي من إلكترونيات سامسونج ضمن سلسلة جالكسي آي يعمل بنظام أندرويد تم الكشف عنه عام 2016، تم طرحه في الأسواق في 2 ديسمبر 2015

## .[2]مميزاته
_يدعم مستشعر بصمة مدمج في زر الرجوع إلى القائمة الرئيسية.
_يدعم الشحن السريع.

## الخصائص
- نظام التشغيل: أندرويد
- الكاميرا الأمامية: 5 ميجابكسل
- الكاميرا الخلفية: 13 ميجابكسل
- الوزن: 155 غرام
- المعالج: 1.6 جيجا هرتز ثماني النواة
- الذاكرة: 2 جيجابايت
- التخزين: 16 جيجابايت

## التصميم
سامسونج جالاكسي A5 2016 من الألومنيوم ، على عكس سامسونج غالاكسي أي5 2014، وأي5 2016 لديه شاشة أكبر 5.2 بوصة مقارنة مع شاشة 5.0 بوصة من سلفه جالاكسي أي5 2014. وأي5 2016 الصورة عرض محمي بواسطة زجاج غوريلا 4، وأيضا على الجانب الخلفي من الهاتف

## توفر
وقد أصدرت شركة سامسونج جالاكسي أي5 2016 في الصين في 15 ديسمبر 2015. واعتبارا من أبريل عام 2016 متوفر في أوروبا، وأفريقيا وأمريكا اللاتينية وآسيا. لم يكن متوفرا في أمريكا الشمالية.

## وصلات خارجية
- الموقع%20الرسمي